# Scoparia obsoleta
Scoparia obsoleta là một loài bướm đêm trong họ Crambidae.